# Jamie Beadsworth
Jamie Beadsworth (Perth, 11 giugno 1985) è un pallanuotista australiano attaccante della Nazionale australiana.

## Carriera

### Club
Jamie Beadsworth ha iniziato a giocare a pallanuoto all'età di 10 anni. Ha dimostrato grande talento e leadership fin dalla giovane età, diventando il capitano australiano della Nazionale Junior al Campionato del Mondo nel 2005. Nel 2008 lui e sua sorella Gemma hanno fatto il loro debutto olimpico insieme. Per raggiungere Pechino, Beadsworth ha superato una frattura alla gamba che lo ha lasciato fuori combattimento per sei mesi nel 2006, e poi si recò in Spagna dove ha vinto il campionato 2006-2007 con il club spagnolo del Barcelona. Tornato ad un'ottima forma fisica, Beadsworth ha giocato come centravanti per gli Sharks.